# Масс-анализатор ионно-циклотронного резонанса с Фурье-преобразованием

## Резонансная масс-спектрометрия с Фурье преобразованием
Масс-анализатор ионно-циклотронного резонанса с Фурье-преобразованием (Fourier transfrom ion cyclotron resonance - FT/ICR MS, Fourier transform mass spectrometry) - тип масс-анализатора для определения отношения массы к заряду по циклотронной частоте иона в фиксированном магнитном поле.

### История
FT-ICR метод был разработан Маршаллом и Комисаровым (Alan G. Marshall, Melvin B. Comisarov, University of British Columbia). Первая статья появилась в Chemical Physics Letter в 1974 году

### Теоретические основы
Ион в статическом и однородном магнитном поле будет циклически двигаться в соответствии с силой Лоренца. Круговое движение может сочетаться с однородным аксиальным движением, образуя спираль, или с однородным движением перпендикулярно полю, например в присутствии электрического или гравитационного поля, образуя циклоид. Угловая частота (ω = 2π f ) этого циклотронного движения для данного магнитного поля В выражается в виде (в системе СИ):
{\displaystyle \omega ={\frac {zeB}{m}}.}
Где z - заряд иона (алгебраическое число), 
e - элементарный заряд 
m - масса иона
Из формулы следует, что электрический сигнал, имеющий частоту f, будет резонировать с ионами, имеющими отношение массы к заряду как:
{\displaystyle {\frac {m}{z}}={\frac {eB}{2\pi f}}.}

### Сущность метода
Ионы удерживаются в ловушке Пеннинга (магнитное поле с электрически удерживающими электродами), где ионы возбуждаются и увеличивают радиус своего движения под действием осциллирующего электрического поля, перпендикулярного магнитному. Возбуждение приводит также к тому, что ионы движутся в виде «пакетов» в одной фазе. Сигнал детектируется как отображение тока на паре электродов, вызванного близостью такого «пакета» при циклотронном движении. В отличие от других методов, здесь не требуется соударения ионов с детектором - достаточно просто двигаться мимо него. Сигнал представляет собой сумму синусов их волн. Применяя к полученным данным Фурье-преобразования, можно получить масс-спектр движущихся ионов.

## Варианты
- Пульсовое возбуждение - Спектр частот представляет собой "sinc" функцию (sinc = sin w/w)
- Развертка по частоте
- SWIFT - Stored Waveform Inverse Fourier Transform, где ускоряются четко выбранные ионы.

### Отличия от других масс-анализаторов
- Нет необходимости соударения иона с детектором - сигнал формируется при прохождении иона рядом с детектором;
- Массы разделяются не по времени или пространственно, а по частоте. Все ионы детектируются одновременно через заданные промежутки времени.

### Преимущества
- Очень высокие точность и разрешение

### Недостатки
- Дороговизна приборов и обслуживания
- Большие размеры прибора
- Для достижения сверхвысоких разрешений необходимо жертвовать скоростью анализа
- Принципиальное понижение разрешения с увеличением m/z ионов

### Применение
- Микропримеси
- Сложные смеси
- Большие мультизарядные макромолекулы (напр., белки)